# 智利护照
智利护照（西班牙語：Pasaporte chileno）是智利国民用于国际旅行的证件。除非在需要持有者拥有目的国家签证的国家，这个证件全球有效。
智利国民在去往阿根廷、玻利维亚、巴西、哥伦比亚、厄瓜多尔、巴拉圭、秘鲁、乌拉圭和委内瑞拉这几个国家时不需要签证。针对这些国家，他们一般使用他们本国的身份证（西班牙語：Cédula de Identidad）。
智利护照的有效期是自签发之后5年，并且有效期不可延长。自从引进机读护照之后，智利就不再签发家庭护照了。
从2013年9月起，开始签发新型的生物电子护照，此次重新设计由智利司法部组织，由智利公民选择护照的图片身份和标志的线上选举在2012年举行。
目前为止，智利护照和韩国护照是全球唯二可以免签访问所有G8国家的证件，同时也是南美洲国家中唯一可以免签证入境美国的护照。

## 官僚机构
所有的智利护照由且仅由智利公民信息登记机构发行，并且在智利，个人护照申请也须在此机构进行申请。对于不再智利国内的申请者，申请需要经过任意总领事馆。申请需要提交最近申请人照片，如果需要申请身份证（Cédula de Identidad），还需要提交申请人右拇指的指纹。
在智利的护照申请需要经过7个工作日，并且需要在提出申请的办公地点取得护照，除非申请人要求邮寄到圣地亚哥自提。在智利境外邮寄递交护照制作申请的预期时间需要大约6周，除非申请者要求附加加急申请。

## 护照图片

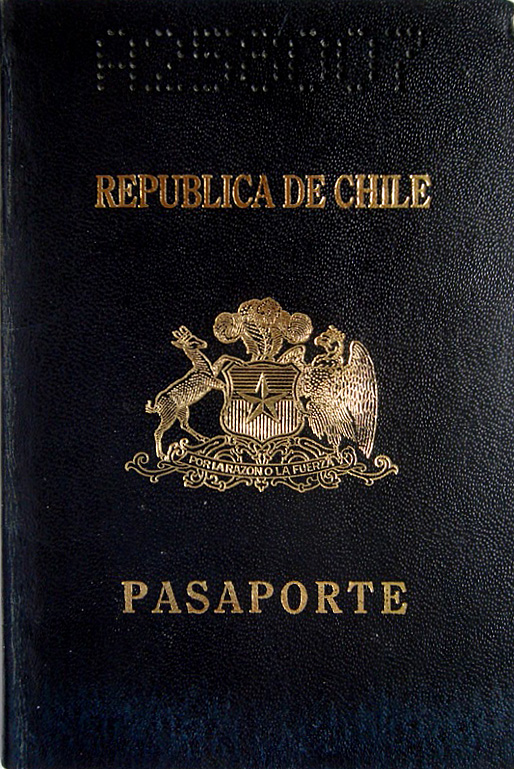
智利护照正面 (1992年-2013年发行的版本)
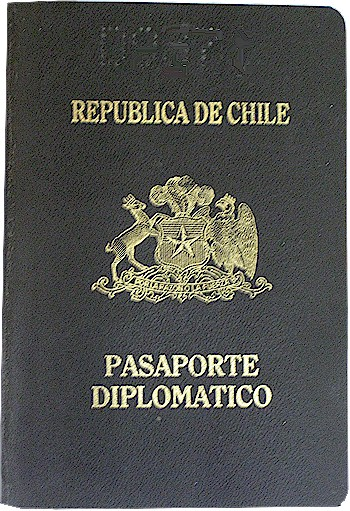
智利外交护照（直到2005年）
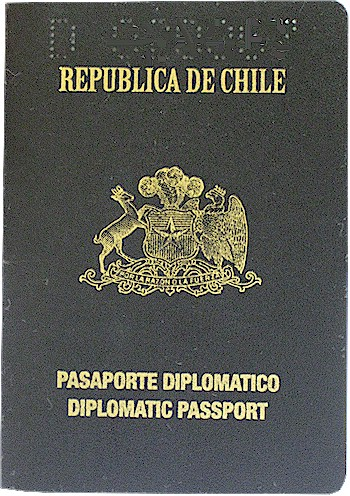
智利外交护照（2005年-2013年）
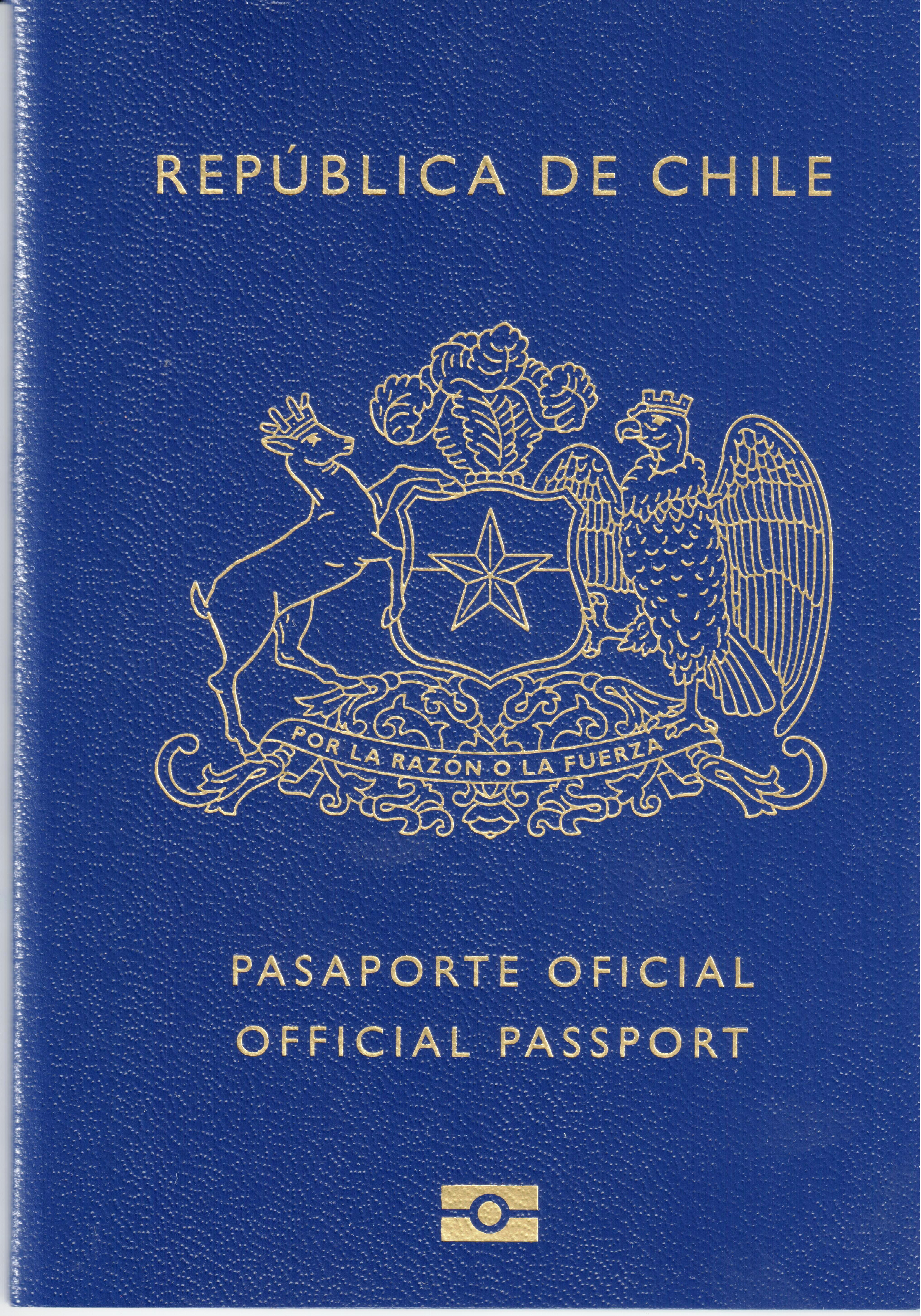
智利公务护照（从2013年起）
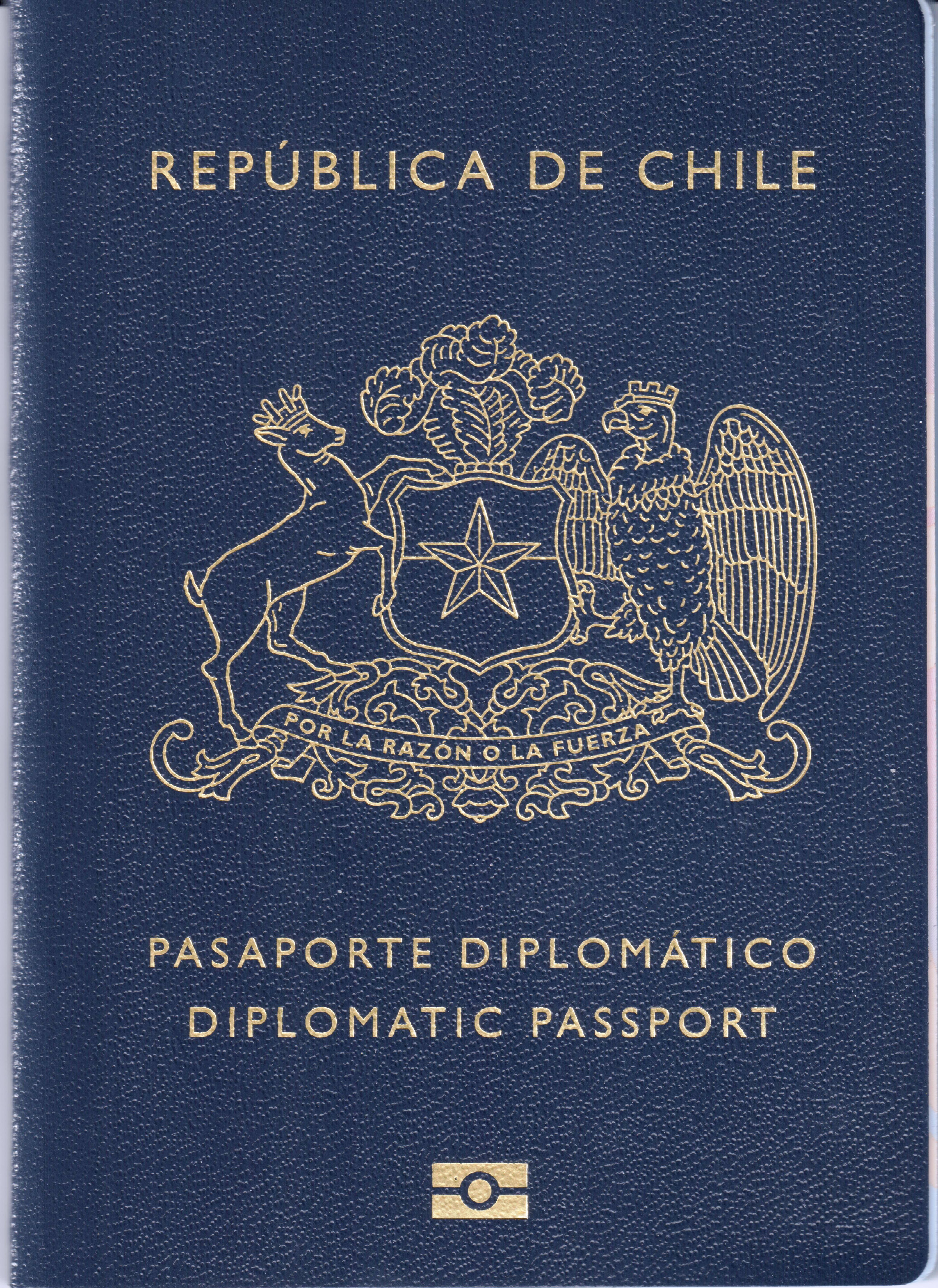
智利外交护照（从2013年起）

## 智利国民的旅行自由

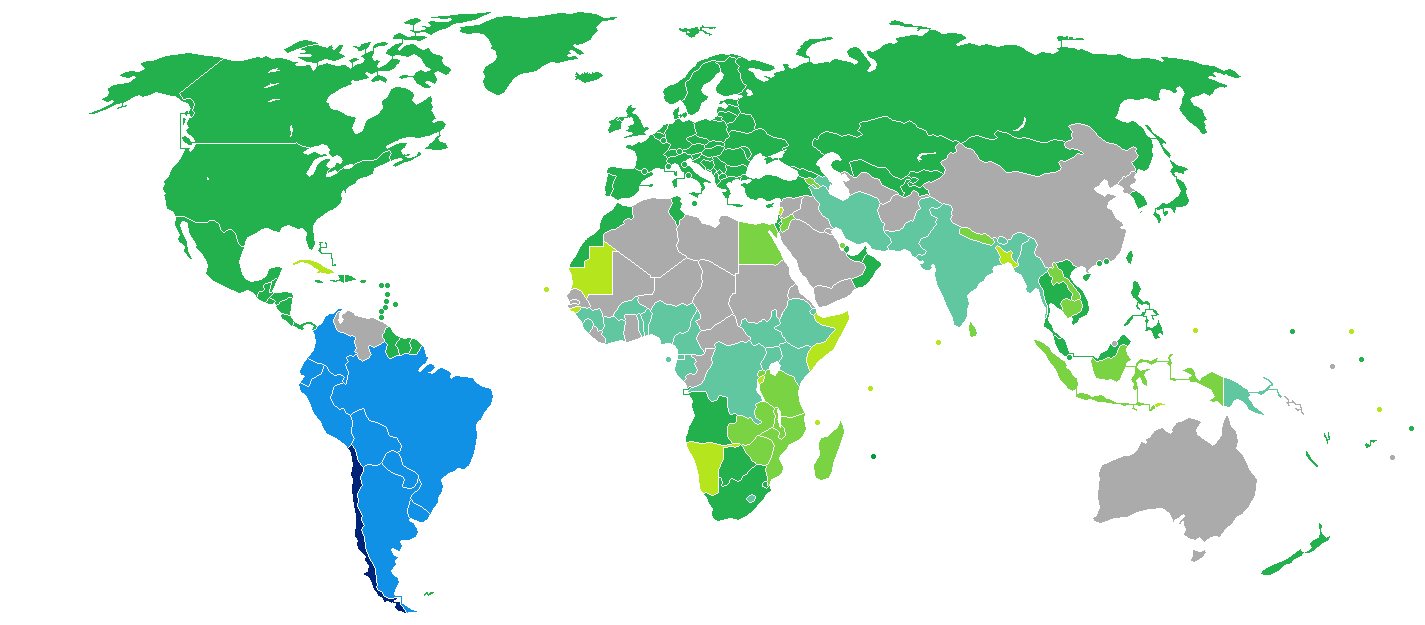
对智利国民的签证要求

根据2025年1月8日发布的亨利护照指数，智利护照可免签证、落地签证或电子签证入境176个国家和地区，位居世界第16。当前，全球只有智利和韩国的护照可以免签访问八大工業國組織的所有國家。